# Трауко, Мигель
Миге́ль А́нхель Тра́уко Сааве́дра (исп. Miguel Ángel Trauco Saavedra; 25 августа 1992, Лима, Перу) — перуанский футболист, защитник клуба «Крисиума» и сборной Перу. Участник чемпионата мира 2018 года.

## Клубная карьера

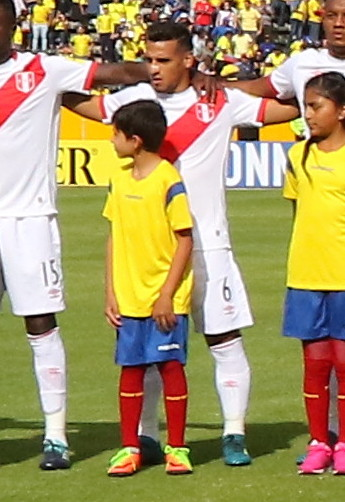
Трауко в составе сборной Перу

Трауко начал карьеру в клубе «Унион Комерсио». 13 февраля 2011 года в матче против «Альянса Лима» он дебютировал в чемпионате Перу. 20 февраля в поединке против «Хуан Аурич» Мигель забил свой первый гол за «Унион Комерсио». За пять сезонов Трауко сыграл за клуб более 150 матчей.
В начале 2016 года Мигель перешёл в «Университарио». 7 февраля в матче против «Аякучо» он дебютировал за новую команду. 19 октября в поединке против «Альянса Атлетико» Трауко забил свой первый гол за «Университарио».
В начале 2017 года Мигель стал игроком бразильского «Фламенго». 29 января в матче Лиги Кариока против «Боависты» Трауко дебютировал за новую команду. В этом же поединке Мигель забил свой первый гол за «Фламенго». 13 мая в матче против «Атлетико Минейро» он дебютировал в бразильской Серии A. 23 ноября 2019 года «Фламенго» выиграл Кубка Либертадорес, в ходе турнира Трауко провёл два матча. Также помог своей команде выиграть чемпионат штата и чемпионат Бразилии. Однако в августе 2019 года Мигель перешёл во французский «Сент-Этьен», подписав трёхлетний контракт, и победителем чемпионата Бразилии и Кубка Либертадорес он стал уже постфактум.
2 сентября 2022 года Трауко на правах свободного агента присоединился к клубу MLS «Сан-Хосе Эртквейкс», подписав контракт до конца сезона 2023 с опцией продления на сезон 2024. В высшей лиге США он дебютировал 24 сентября в матче против «Лос-Анджелес Гэлакси», отметившись голевой передачей на Натана после выхода на замену во втором тайме вместо Таннера Бисона. 20 мая 2023 года в матче против «Лос-Анджелеса» он забил свой первый гол в MLS. По окончании сезона 2023 «Сан-Хосе Эртквейкс» не стал продлевать контракт с Трауко.
4 января 2024 года Трауко подписал контракт с бразильским клубом «Крисиума» до конца года.

## Международная карьера
7 августа 2014 года в товарищеском матче против сборной Панамы Трауко дебютировал за сборную Перу, заменив во втором тайме Йотуна Йосимара.
Летом 2016 года Трауко в составе сборной принял участие в Кубке Америки в США. На турнире но сыграл в матчах против команд Гаити, Эквадора, Бразилии и Колумбии.
В 2018 году Трауко принял участие в чемпионате мира 2018 в России. На турнире он сыграл в матчах против команд Франции, Дании и Австралии.
В 2019 года Трауко во второй раз принял участие в Кубке Америки в Бразилии. На турнире он сыграл в матчах против сборных Венесуэлы, Боливии, Чили, Уругвая и дважды Бразилии.
В 2021 года Трауко в третий раз принял участие в Кубке Америки в Бразилии. На турнире он сыграл в матчах против сборных Парагвая, Венесуэлы, Эквадора и Бразилии.

## Достижения
Командные
 «Унион Комерсио»
- Обладатель Кубка Перу — 2010

 «Фламенго»
- Победитель бразильской Серии (A) — 2019 (постфактум)
- Обладатель Кубка Либертадорес — 2019 (постфактум)
- Чемпион штата Рио-де-Жанейро (2) — 2017, 2019
- Финалист Южноамериканского кубка — 2017

Индивидуальные
- Лучший футболист чемпионата Перу — 2016